# Markaz al Fayyūm
Markaz al Fayyūm (arabiska: مركز الفيوم) är en region i Egypten.   Den ligger i guvernementet Faijum, i den centrala delen av landet, 90 km söder om huvudstaden Kairo.